# Bleikogel
Bleikogel – szczyt w grupie Tennengebirge, części Północnych Alp Wapiennych. Leży w Austrii w kraju związkowym Salzburg. Jest to drugi co do wysokości szczyt Tennengebirge.